# Lethrus anisodon
Lethrus anisodon is een keversoort uit de familie mesttorren (Geotrupidae). De wetenschappelijke naam van de soort werd in 1935 gepubliceerd door Semenov & Gussakovskij.